# Aphanapteryx bonasia
Aphanapteryx bonasia (gà nước đỏ) là một loài gà nước không biết bay đặc hữu của đảo Mauritius (Mô-ri-xơ) thuộc quần đảo Mascarene nằm ở phía đông Madagascar, Ấn Độ Dương. Gà nước đỏ có họ hàng gần ở đảo Rodrigues là loài gà nước Rodrigues (Erythromachus leguati), chúng đôi khi được xem là cùng giống và cả hai đều đã tuyệt chủng. Mối liên hệ giữa gà nước đỏ với những loài gà nước khác là không rõ ràng. Gà nước thường tiến hóa đến tình trạng không bay được sau quãng thời gian thích nghi với những hòn đảo cô lập không tồn tại các loài thú có vú săn mồi.
Gà nước đỏ lớn hơn gà một chút và có màu đỏ, bộ lông giống tóc, chân đen và chiếc mỏ dài cong, cánh nhỏ. Chân của chúng là mảnh mai nếu so với kích cỡ cơ thể. Loài này giống gà nước Rodrigues nhưng lớn hơn và cánh ngắn hơn xét kích cỡ tương ứng. Diện mạo và hành vi của chúng được đem ra so sánh với chim kiwi hoặc Aramus guarauna. Thức ăn của gà nước đỏ được tin là động vật không xương sống; người ta đã tìm thấy những chiếc vỏ ốc sên có những vết tổn thương phù hợp với đòn tấn công bằng mỏ của loài này. Lợi dụng việc gà nước đỏ bị thu hút bởi những vật thể màu đỏ, thợ săn đã dùng vải màu để nhử những con chim để từ đó có thể lấy gậy đập chúng.
Trước khi những vết tích bán hóa thạch được khám phá vào thập niên 1860, các nhà khoa học chỉ biết đến gà nước đỏ thông qua những mô tả và minh họa ở thế kỷ 17. Chúng được xem như đại diện cho một số loài khác nhau, hệ quả dẫn tới hàng loạt danh pháp đồng nghĩa không đúng. Có ý kiến cho rằng tất cả những miêu tả về loài dodo cuối thể kỷ 17 – sau khi loài này tuyệt chủng – trên thực tế là đề cập đến gà nước đỏ. Việc trông thấy gà nước đỏ được nhắc tới lần cuối vào năm 1693 và thời điểm chúng tuyệt chủng được cho là khoảng năm 1700 do sự săn bắt của con người và các loài du nhập.

## Miêu tả
Gà nước đỏ từ lâu chỉ được biết đến từ một vài thiệu đương đại đại đề cập đến "gà mái" màu đỏ và các tên nếu không sử dụng cho gà gô hoặc gà nước ở châu Âu, cũng như những bản phác thảo của du khách Pieter van den Broecke và Sir Thomas Herbert từ 1617 và 1634. Đây được cho là mô tả loài riêng biệt của các loài chim của một số tác giả, nhưng đã được Hugh Edwin Strickland coi là một loài trong năm 1848. Hermann Schlegel cho rằng phác thảo của Broecke miêu tả một loài dodo nhỏ hơn từ Mauritius, và rằng bản phác họa Herbert cho thấy một dodo từ Rodrigues, và đặt tên chúng Didus broecki và Didus herberti năm 1854. Hình vẽ năm 1610 của Jacob Hoefnagel, hình vẽ năm 1601 từ tạp chí các tàu Gelderland, và năm 1638 của Peter Mundy mô tả và phác họa sau này nổi lên, nhưng vẫn còn không chắc chắn về danh tính của các con chim được mô tả.

## Tuyệt chủng
Bên cạnh áp lực săn bắt từ con người, việc gà nước đỏ làm tổ trên mặt đất khiến chúng dễ bị những loài du nhập làm hại như ăn trứng hoặc con non, điều gần như chắc chắn góp phần gây ra sự tuyệt chủng cho loài này. Số lượng mèo hoang, loại động vật chuyên săn bắt những con chim cư ngụ dưới mặt đất, gia tăng trong khoảng thập niên 1680. Vào lúc François Leguat, người đã quen thuộc với gà nước Rodrigues trong những năm trước đó, tới Mauritius năm 1693, ông nhận thấy gà nước đỏ đã hiếm đi. Leguat là nguồn cuối cùng đề cập đến loài chim này, bởi vậy thời điểm tuyệt chủng được cho là khoảng năm 1700.